# Волъёган
Волъёган (устар. Вол-Ёган) — река в России, протекает в Томской области и Ханты-Мансийском АО — по большей части реки проходит граница между этими регионами. Устье реки находится в 186 км по левому берегу реки Трайгородская, которая в этом месте и образуется слиянием Волъёгана с Ватъёганом. Длина реки составляет 59 км, площадь водосборного бассейна 559 км². Высота устья — 56 м над уровнем моря.

## Притоки
- 2 км: Ай-Чёндыхъёган
- 17 км: река без названия
- 19 км: Ай-Волъёган
- 39 км: река без названия

## Данные водного реестра
По данным государственного водного реестра России относится к Верхнеобскому бассейновому округу, водохозяйственный участок реки — Обь от впадения реки Васюган до впадения реки Вах, речной подбассейн реки — Васюган. Речной бассейн реки — (Верхняя) Обь до впадения Иртыша.